# 미시마 유타
미시마 유타(일본어: 三島 勇太, 1994년 5월 10일 ~ )는 일본의 축구 선수이다. 현재 타이 리그 3의 앙통 FC에서 뛰고 있다.

## 구단 경력
그는 2013년부터 2021년까지 J리그의 아비스파 후쿠오카, 테게바자로 미야자키에서 활동하였다.